# Гражданский проспект (станция метро)

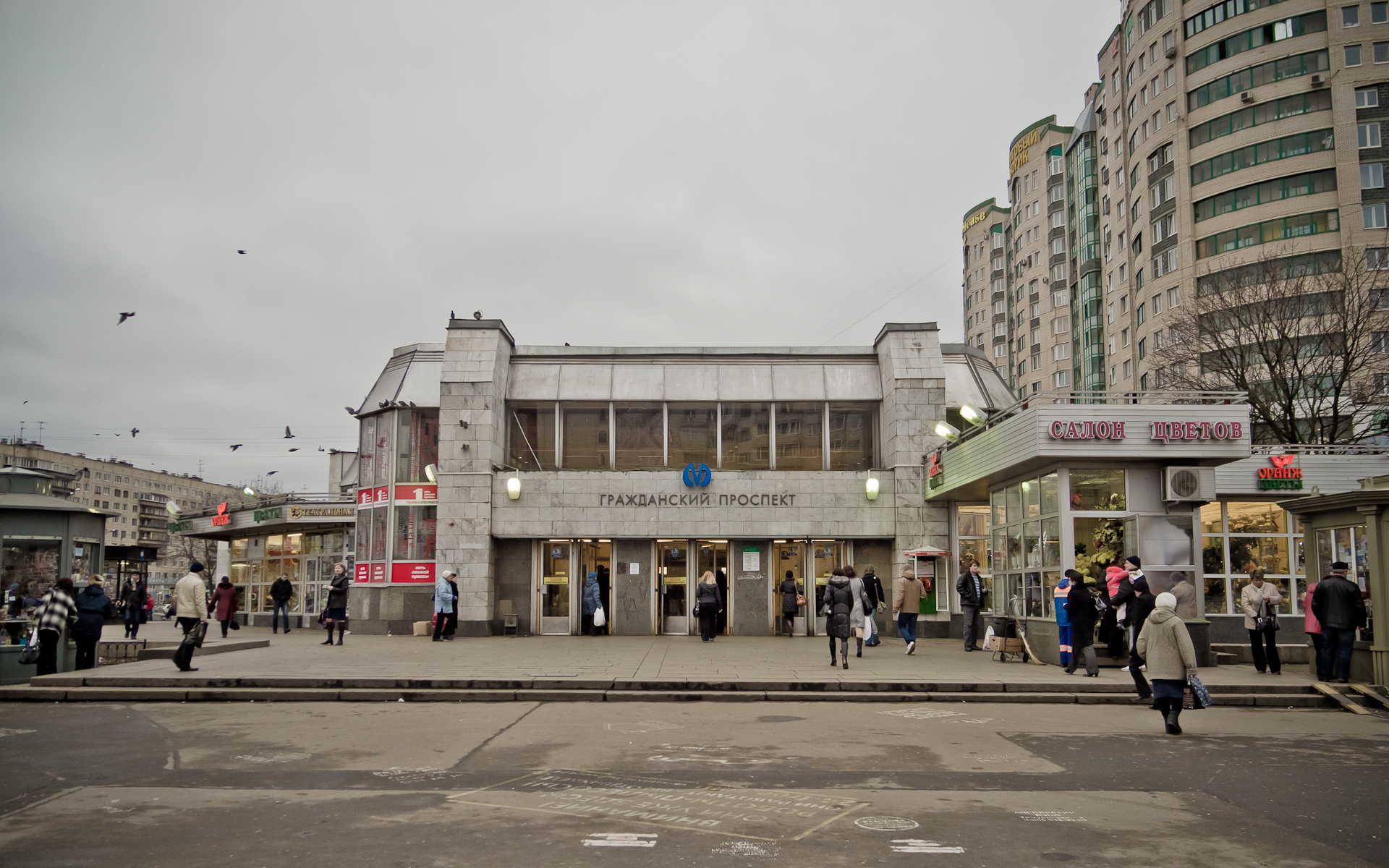
Павильон станции

«Гражда́нский проспе́кт» — станция Петербургского метрополитена, входящая в состав Кировско-Выборгской линии. Открыта 29 декабря 1978 года в составе участка «Академическая» — «Девяткино», расположена между двумя этими станциями. Вестибюль станции «Гражданский проспект» открыт для входа пассажиров с 5:30 до 0:44 (расписание введено с 1 сентября 2011 года). Название станции связано с её расположением на одноимённой городской магистрали. В проекте носила названия «Гражданская», «Калининская» и «Светлановский проспект», хотя последний расположен на 1,2 км западнее.

## Наземные сооружения
Павильон станции, выстроенный по проекту архитекторов Г. Н. Булдакова и Л. Е. Кисельгофа, расположен на пересечении Гражданского проспекта и проспекта Просвещения. В результате позднейших пристроек торговых помещений внешний вид павильона несколько изменился по сравнению с первоначальным.
Здание станции, облицованное бело-серым мрамором, выполнено по нетипичной для времени постройки схеме с раздельными кассовым и эскалаторным залами. При этом выход из эскалаторного зала расположен перпендикулярно входу для разделения потоков пассажиров. «Гражданский проспект» относится к редко встречающемуся типу станций с наземными комплексами противоатомной защиты. На верхнем этаже располагается аппарат дистанции № 1 Службы движения.

### Кассовый зал
Вход в кассовый зал осуществляется со стороны проспекта Просвещения. Справа от входа с улицы располагаются кассы продажи проездных документов. Зал имеет прямоугольную форму с потолком, понижающимся к проходу в эскалаторный зал. Освещение зала первоначально было выполнено в виде решётки сложной формы, за которой находились ртутные лампы. Летом 2011 года данная конструкция была демонтирована и заменена на стандартный подвесной потолок.

### Эскалаторный зал
Эскалаторный зал имеет круглую форму с куполообразным потолком белого цвета и стенами, отделанными серым мрамором. Светильник, расположенный в центре куполообразного потолка зала, выполнен в виде круглой люстры, образованной сложными переплетениями металлических спиралей, сходящихся к её центру.

## Подземные сооружения

### Подземный зал
«Гражданский проспект» — колонная станция глубокого заложения (глубина ≈ 64 м). Подземный зал сооружён по проекту архитекторов А. С. Гецкина, Е. И. Валь и В. Н. Выдрина.
В оформлении «Гражданского проспекта» использованы материалы жёлтых оттенков: колонны и путевые стены облицованы желтовато-бежевым мрамором, светильники и облицовка торцевой стены, технологических проходов и т. п. сделаны из анодированного алюминия золотистого цвета. Пол перронов вымощен серым, а центрального зала — красно-серым гранитом разных оттенков. Потолки центрального зала и перронов выполнены из армоцементных конструкций арочной формы и выкрашены белым.
В центре торцевой стены центрального подземного зала расположен бронзовый герб СССР, диаметром порядка трёх метров, облицованный анодированным алюминием золотистого цвета. Под гербом установлен экран, выполненный из алюминиевых трубок золотистого цвета. За торцевой стеной центрального зала располагаются служебные помещения станции.
Подземный зал станции освещается светильниками призматической формы, которые установлены над проёмами между колоннами. Светильники квадратного сечения имеют основания из золотистого алюминия и абажуры из белого матового стекла.

### Наклонный ход
Наклонный ход (выход со станции) расположен в северном торце подземного зала. В нём установлены четыре эскалатора типа ЭТ-2. Нижний эскалаторный зал, отделанный светло-серым мрамором, освещается лампами дневного света, расположенными за специальными карнизами по стенам зала и над аркой между эскалаторным залом и станцией.
В 2023 году проведена замена освещения на эскалаторах со стандартных цилиндрических («световые столбики») на стилизованные под станции первой очереди («факелы»).
Согласно планам развития Петербургского метрополитена, в 2011—2012 годах должно было произойти закрытие станции на реконструкцию наклонного хода. Однако по состоянию на август 2023 года дата закрытия не назначена, в списке станций, планируемых к закрытию в ближайшие годы, станция не значится.

## Наземный общественный транспорт

#### Городские автобусы
| №   | Пересадки                                                           | Конечный пункт 1                  | Конечный пункт 2                       |
| --- | ------------------------------------------------------------------- | --------------------------------- | -------------------------------------- |
| 60  | Академическая                                                       | Придорожная аллея                 | Большой Сампсониевский проспект Лесная |
| 93  | Беговая Яхтенная Старая Деревня Пионерская Академическая Новая Охта | Лахтинский разлив                 | проспект Культуры                      |
| 121 | Проспект Просвещения Новая Охта                                     | улица Жени Егоровой               | проспект Луначарского                  |
| 139 | Новая Охта                                                          | Парнас                            | проспект Луначарского                  |
| 176 | Пискарёвка Ручьи Академическая                                      | Площадь Ленина Финляндский вокзал | Суздальский проспект                   |
| 177 | Новая Охта Академическая                                            | Ручьи                             | ЖК «Новая Охта»                        |
| 193 | Новая Охта                                                          | проспект Культуры                 | Челябинская улица                      |
| 199 | Парнас Проспект Просвещения                                         | Толубеевский проезд               | Ручьи                                  |
| 208 | Удельная Озерки                                                     | Гражданский Проспект              | Репищева улица                         |
| 240 | Новая Охта                                                          | проспект Культуры                 | деревня Новая                          |
| 247 | -                                                                   | Гражданский Проспект              | Бугры, ТК «МЕГА»                       |
| 295 | Новочеркасская Академическая                                        | Суздальский проспект              | Ладожская Ладожский вокзал             |

#### Пригородные автобусы
| №    | Пересадки                                                                                   | Конечный пункт 1     | Конечный пункт 2               |
| ---- | ------------------------------------------------------------------------------------------- | -------------------- | ------------------------------ |
| 205  | Новая Охта                                                                                  | Проспект Просвещения | Новое Девяткино, Главная улица |
| 827  | Проспект Просвещения Горская Александровская Тарховка Солнечное Репино Комарово Зеленогорск | Гражданский проспект | Каменка                        |
| 885А | Новая Охта Девяткино Токсово                                                                | Гражданский проспект | Матокса                        |

#### Троллейбусы
| №  | Пересадки                                                           | Конечный пункт 1       | Конечный пункт 2                  |
| -- | ------------------------------------------------------------------- | ---------------------- | --------------------------------- |
| 6  | Академическая Площадь Мужества                                      | Суздальский проспект   | Чёрная речка                      |
| 21 | Академическая Площадь Мужества Политехническая Проспект Просвещения | Светлановский проспект | Орлово-Денисовский проспект       |
| 38 | Ручьи Пискарёвка                                                    | Суздальский проспект   | Площадь Ленина Финляндский вокзал |

#### Трамваи
| №   | Пересадки                       | Конечный пункт 1     | Конечный пункт 2 |
| --- | ------------------------------- | -------------------- | ---------------- |
| 51  | Новая Охта Ручьи                | Суздальский проспект | Пискарёвка       |
| 100 | Проспект Просвещения Новая Охта | Придорожная аллея    | Ручьи            |